# Roger Reboussin
Roger André Fernand Reboussin est un artiste peintre essentiellement animalier et lithographe, né à Sargé-sur-Braye (Loir-et-Cher) - où une rue porte aujourd'hui son nom - le 11 octobre 1881 et qui vécut au 3, rue Victor-Schœlcher (quartier du Montparnasse) dans le 14e arrondissement de Paris, où il est mort le 19 février 1965. Il repose au cimetière de Sargé-sur-Braye, dans le Perche.

## Biographie

### Jeunesse et formation
Enfant familier des chiens et des chevaux qu'il dessine parfaitement à l'âge de quatre ans, captivé également dès le plus jeune âge par l'ornithologie et la chasse, Roger Reboussin, après avoir été élève du Lycée Ronsard à Vendôme, commence au Havre, par soumission familiale, des études de commerce. Il y trouve de façon inattendue un bon maître en dessin, Arcade Noury, lui aussi passionné d'ornithologie mais sachant surtout éveiller le regard de son élève au paysagisme des années 1830 (Eugène Boudin, Camille Corot, Constant Troyon, etc.). Roger Reboussin ne poursuit cependant pas ses études , renonçant de la sorte au destin qui lui était tout tracé dans l'industrie familiale (la tannerie) pour gagner Paris. Élève de Charles Hermann-Léon, puis de Jules Lefebvre et de Tony Robert-Fleury, moins assidu cependant de l'École nationale supérieure des beaux-arts que du Musée du Louvre, du Jardin des plantes et de la bibliothèque du Muséum d'histoire naturelle, établissant également un minutieux recensement manuscrit des Oiseaux d'Europe d'après la Collection ornithologique et oologique du baron Jean-Charles Louis Tardif d'Hamonville, ne négligeant pas malgré tout de s'adonner aux plaisirs de la chasse, il va se consacrer définitivement au dessin et à la peinture.

### Artiste reconnu
Les événements importants pour Roger Reboussin, qu'une Biche et ses faons accrochée au Salon des artistes français de 1909 « classe d'emblée parmi nos meilleurs animaliers », se suivent dans les années 1912 et 1913 : ses premières illustrations pour la bibliophilie (Le Livre de la jungle de Rudyard Kipling), son premier grand voyage (Allemagne et Suède), son implication personnelle auprès d'Armand Dayot dans la constitution de la Société des artistes animaliers (1912) et l'organisation du Salon des artistes animaliers (1913), ses premières entrées dans des collections publiques (la toile La Parade des faisans en la mairie de Corbeil-Essonnes) et privées (la collection Zoubaloff). C'est aussi l'époque où commencent à se nouer des amitiés durables, les unes cynégétiques comme Justinien Clary, les autres épistolaires comme en particulier un correspondant pittoresque, le charmeur d'oiseaux Émile Flocq (1873-1937) que Roger Reboussin finit par rencontrer en 1917, avec qui il partagera de belles expériences ornithologiques et dont il publiera à son décès une nécrologie et une biographie-hommage.

### Collaboration avec de grands artistes
L'année 1925 est celle de deux grands projets. Le premier : à la demande de Jacques-Émile Ruhlmann, Roger Reboussin participe avec les sculpteurs Antoine Bourdelle, François Pompon et Joseph Bernard, avec le peintre Jean Dupas et le maître tapissier Émile Gaudissard, à la réalisation du pavillon Hôtel du collectionneur pour l'Exposition internationale des arts décoratifs et industriels modernes. Le second : le collectionneur Louis Fricatelle fait appel pour la décoration de sa "Villa Le Caruhel" (Étables-sur-Mer) à Mathurin Méheut, Isidore Odorico et Roger Reboussin. Ce dernier passe ainsi un mois en mer dans le bateau du commanditaire pour une observation des fous de Bassan au-dessus des vagues d'où il composera la fresque murale du grand salon,. En 1931, il contribue à une nouvelle publication, L'oiseau et la revue française d'ornithologie avec un article qui, dans le premier numéro, lie art et ornithologie : Le mimétisme au point de vue du peintre. Puis c'est en 1935 que, Roger Reboussin se trouvant au Crotoy dans la Baie de Somme avec Marcel Jeanson, les deux hommes décident ensemble du vaste recensement par la peinture de tous les oiseaux de France afin d'en constituer un grand livre. Sur trente années, Reboussin réalisera ainsi 388 gouaches, aujourd'hui dans les collections du Musée de la chasse et de la nature à Paris.

### Voyages en Europe et en Afrique
En même temps qu'il mène alors une carrière de trente années de maître de dessin au Muséum d'histoire naturelle, Roger Reboussin voyage en Espagne, en Laponie, Tchécoslovaquie, Grèce, Turquie, Algérie, Afrique-Équatoriale française et Congo belge, toujours « saisissant animaux et oiseaux sur le vif, en plein mouvement, pour les transférer dans ses gouaches et peintures ».
Grâce à Lynne Thornton, des voyages de Roger Reboussin, ce sont ceux d'Afrique noire entre 1948 et 1951 qui restent aujourd'hui les mieux documentés. Ce que saisit l'historienne, c'est qu'en visitant « le Congo belge et Français, l'Oubangui-Chari, le Cameroun et le Tchad, pour la première fois il éprouva de l'intérêt pour les paysages, de même que l'on voit des personnages apparaître dans ses aquarelles: des Pygmées à la chasse à l'antilope, des marchands à Birao, une femme emplissant une jarre... », sa grande toile de cette époque étant conservée aujourd'hui au Musée national des arts africains et océaniens à Paris.

### Éloges
« L'existence de peintre de Roger Reboussin fut exceptionnellement heureuse » peut observer Gérald Schurr : une naissance aisée, du caractère et du talent, toute sa vie consacrée à sa vraie passion, un large entourage constitué d'amis, de mécènes, de collectionneurs, d'éditeurs, de bibliophiles et d'élèves. Pour autant, si « sa vie ne fut qu'une longue réussite, il ne s'en laissa pas pour autant griser » témoigne Jacques Thomas dans un catalogue d'exposition : Le métier, insinue Yves Ferrand en évoquant Claude Monet, Henri de Toulouse-Lautrec, William Turner et Roger Reboussin, est rigoureux et de haut niveau : « Tous les artistes animaliers, un jour ou l'autre, ont affronté les bruns, les roux, les gris, les noirs[…], tous ont défié les tons chamarrés, les dégradés et les fines rayures... » Aussi, Roger Reboussin, mort en 1965, resta-t-il toujours un artiste à la forte exigence de soi.
Ses traits nous restent fixés par une œuvre du sculpteur André de Chastenet de la Ferrière.

## Œuvre

### Manuscrit
- Oiseaux d'Europe, catalogue ornithologique et oologique de la collection Jean-Charles Louis Tardif d'Hamonville[10], inventaire scientifique manuscrit de Roger Reboussin (vers 1900), collection du château de Manonville[9].

### Illustrations d'ouvrages
- Rudyard Kipling, Le Livre de la jungle, 2 volumes, illustrations en couleur et en noir par Roger Reboussin, Delagrave, Paris, 1912 (rééditions en 1925, 1933, 1938, 1939, 1950, 1953).
- Quarante sept saisons de chasse, 1876-1923, ou les tableaux de chasse du Comte Justinien Clary, président du Saint-Hubert club de France, plaquette illustrée par Roger Reboussin, Éditions de Saint-Hubert.
- Louis Pergaud, La revanche du corbeau. Nouvelles histoires de bêtes, dessins sur pierre par Roger Reboussin, Le Goupy, Paris, 1925.
- Rachilde, Le théâtre des bêtes, illustrations de Roger Reboussin, Les Arts et le Livre, 1926.
- Antoine de la Chevasnerie, Gibiers et chasses d'Europe, 11 dessins de Roger Reboussin, Payot, 1930.
- Gravure sur bois d'après Roger Reboussin, L'oiseau et la Revue française d'ornithologie, no 2, 1932.
- Horacio Quiroga, Contes de la forêt vierge, illustrations de Roger Reboussin, Les Arts et le Livre, 1927, puis Éditions de l'écureuil, 1943.
- Paul Boulineau, Les jardins animés - Étude technique et documentaire des parcs zoologiques, 16 dessins de Roger Reboussin, Éditions Desvilles, Limoges, 1934.
- Gaston Chérau, Le Pimpet, illustrations de Roger Reboussin, Delagrave, Paris, 1935.
- Jacques Delamain, Portraits d'oiseaux, 32 planches couleur par Roger Reboussin, Stock, 1940.
- Jacques Delamain, Les oiseaux s'installent et s'en vont, illustrations de Roger Reboussin, La guilde du livre de Lausanne, 1946.
- Delavaud Collin, Oiseaux de notre pays, illustrations de Roger Reboussin, Éditions J. Susse, collection Toute la nature, 1946.
- Francis Didelot, Au soleil de la brousse, illustrations de Roger Reboussin, Les deux sirènes, Paris, 1947.
- Selma Lagerlöf, Le Merveilleux Voyage de Nils Holgerson à travers la Suède, illustrations de Roger Reboussin, Delagrave, Paris, 1948.
- Abel Boyer et Maurice Planiol, Traité de fauconnerie et autourserie, 33 dessins originaux par Roger Reboussin, Payot, 1948.
- Jean Lurkin, La cloche de Vâtres et autres menus souvenirs, faits divers et récits dans la note, la tradition et la fantaisie de ceux qui les ont précédés, illustrations de Roger Reboussin, Éditions de Saint-Hubert, 1949.
- Maurice Genevoix, Le Chevalet de campagne, lithographies de Roger Reboussin, Durel, Paris, 1950.
- Robert Villatte des Prûgnes, Les chasses en plaine, Éditions Crépin-Leblond, 1952.
- Jean Eble, Gibiers d'Europe, la chasse de bois, illustration collective dont croquis de Roger Reboussin, Durel, Paris, 1952.
- Fernand d'Huart, Quelques feuilles mortes, souvenirs de chasse, illustration collective dont Roger Reboussin, La Toison d'or, 1953.
- Guillaume-Marcel Villenave, La chasse, illustrations de Roger Reboussin, Larousse, 1954.
- Louis Pergaud, Le Roman de Miraut, chien de chasse, lithographies de Roger Reboussin, Les bibliophiles comtois, 1954.
- Léon Binet, la vie des bêtes sur la terre, dans les airs et dans les eaux, préface de Georges Duhamel, illustrations de Roger Reboussin, Les médecins bibliophiles, 1955.
- Docteur Fernand Méry, Le Chien, illustrations de Roger Reboussin, Larousse, 1959.
- Vingt fables de La Fontaine illustrées à la main par Roger Reboussin, Éditions Vialetey, Paris, 1961.
- Édouard Foà, Chasses aux grands fauves pendant la traversée du Continent noir du Zambèze au Congo français, 76 illustrations de Roger Reboussin, Éditions Visaphone, 1963.
- Édouard Varin, Chevreuil, cerf, sanglier - Études et récits d'un chasseur, illustration collective dont Roger Reboussin, Éditions de l'orée, Bordeaux, 1977.
- Christian Rocher, Les chasses des palombes et des tourterelles, illustrations de Roger Reboussin, Éditions de l'orée, Bordeaux, 1979.
- Jean-Pierre Goupy, La Plume du peintre, frontispice de Roger Reboussin, Éditions de l'orée, Bordeaux, 1981.
- Ouvrage collectif : L'ours brun des Pyrénées, disparition ou cohabitation ?, illustrations de Roger Reboussin, S.F.E.P.M., 1985.
- Pierre Jeanson Les oiseaux de France (écrit en langue anglaise), illustrations de Roger Reboussin, édité par Les Amis de Roger Reboussin, Neuilly-sur-Seine, 1999.

### Publications
- Ornithologie du Perche-Gouët et du Val de Loire, Bulletin de la Société archéologique, scientifique et littéraire du Vendômois, no 41 pages 133 à 143, 1902.
- Notification du grèbe huppé sur l'étang de Boisvinet, Bulletin de la Société archéologique, scientifique et littéraire du Vendômois, no 44 pages 191 à 197, 1905.
- Le jeune de l'engoulevent d'Europe, Revue française d'ornithologie, avril 1910.
- Les Colonies de vanneaux huppés dans les environs de Sargé, Revue française d'ornithologie, septembre-octobre 1911.
- Barye peintre, l'art et les artistes, septembre 1912 (à l'occasion de la Rétrospective Barye au Salon des artistes animaliers de 1913).
- Les Animaux dans l'œuvre d'Eugène Delacroix, dans la revue L'art et les artistes, Paris, 1913.
- Nid aérien de la mésange huppée, Revue française d'ornithologie, no 8 pages 426-428, 1924.
- L'Oiseau chez lui - livre couleur du temps, préface de Camille Mauclair, 10 lithographies en couleurs hors-texte et 102 lithographies en noir de l'auteur, 10 fascicules in-folio, Presses universitaires de France, 1930.
- L'autour des palombes, illustrations de l'auteur, Presses Universitaires de France, 1930.
- Le mimétisme au point de vue du peintre, L'oiseau et la revue française d'ornithologie, no 1, 1931.
- Faune ornithologique des régions naturelles du Loir-et-Cher, mémoire 102 pages, Société ornithologique et mammalogique de France, Paris, 1935.
- Nécrologie, Émile Plocq, charmeur d'oiseaux, co-écrit avec Charles Arnault et Albert Hugues, Annuaire de la Société d'émulation de la Vendée, 1938, pages 91 à 98[15].
- Émile Plocq[14], charmeur d'oiseaux, frontispice et illustrations de l'auteur, Imprimerie Potier, La Roche-sur-Yon, 1938[24].
- Circaète Jean-le-Blanc dans le Perche, L'oiseau et la revue française d'ornithologie, no 9 page 302, 1939.
- L'Art, la vie et les formes - Nature aux cent visages, Mercure de France, 1943.
- Un peintre en Afrique Noire, Éditions de Saint-Hubert, Paris, 1951.
- Contes de ma vie sauvage, Imprimerie Crépin-Leblond, Moulins, 1953.
- Observations sur les oiseaux du Loir-et-Cher, L'oiseau et la revue française d'ornithologie, n°23, pages 265 à 280 (1953), n°24 pages 180 à 188 (1954), no 26 pages 4 à 18 (1956), no 27 pages 335 à 355 (1957).
- Éléments d'anatomie artistique des animaux, Paris, 1957.
- Co-écrit avec Jacques Masson-Forestier, Les portraits de Racine : dessins retrouvés, Cahiers raciniens, tome V, éditions de la Société racinienne, 1959.
- La Chasse du peintre, illustrations de l'auteur, préface de Jean Dorst, Éditions de l'orée, Bordeaux, 1981 (souvenirs de l'auteur).

### Décoration
- Décoration du salon bleu de la Villa « Le Petit Carihuel »[25] à Étables-sur-Mer (Côtes-d'Armor), par des fresques marines, sous la corniche du plafond, représentant une volée de fous de Bassan, ailes déployées au-dessus de la crête des vagues[26],[27].
- Décoration d'une salle de classe du Lycée Buffon à Paris dans le 15eme arrondissement, grande fresque d'une harde au bord d'un étang en lisière d'un bois, petit panneau en hauteur représentant la parade du butor étoilé, panneau représentant un vol d'oie sur une zone humide, panneau représentant un faucon pèlerin apportant un macareux moine à ses petits sur une falaise en bord de mer, panneau représentant une martre des pins poursuivant un écureuil roux dans un pin, grande fresque représentant des flamants roses en bord de mer, certain en vol.

## Expositions

### Expositions personnelles
- Galerie Beaudoin, Rue Saint-Honoré, Paris, 1907.
- Roger Reboussin - La nature et ses hôtes, Galerie Adolphe Le Goupy, 5, boulevard de la Madeleine, Paris, mars 1920[28].
- Galerie Goupil, Paris, janvier 1931[29].
- Galerie Charpentier, Paris, 1935[30].
- Peintures, dessins, illustrations de l'artiste peintre animalier Roger Reboussin, Société royale de zoologie d'Anvers, juillet 1957.
- Hommage posthume à Roger Reboussin, Muséum national d'histoire naturelle, Paris, 1967[31].
- Roger Reboussin, 1881-1965, Cloître de la Trinité, Musée de Vendôme, juin-août 1979.
- Ventes de l'atelier Roger Reboussin, Marc Ferri, commissaire-priseur, Hôtel Drouot, Paris, vendredi 13 mars 1987 et mardi 28 juin 1988[32].
- Les oiseaux de Reboussin, Château de Gien, juin-septembre 2010[33].
- Roger Reboussin, gouaches de la collection "Oiseaux de France", Château de Rambouillet, novembre 2013.

### Expositions collectives
- Salon des artistes français, Paris, de 1907 à 1914.
- Salon des artistes animaliers, Paris, premier salon en 1912[34], puis de 1913 à 1939.
- L'œuvre des artistes à Liège - Les animaliers, Liège, 1913[35].
- Salon de la Société nationale des beaux-arts, Paris, de 1922 à 1938 et en 1981 (hommage posthume, centenaire de la naissance de Roger Reboussin).
- Salon du Franc, Paris, 1927.
- Salon d'Automne, Paris, à partir de 1927 (sociétaire)[36].
- Exposition universelle, Paris, 1937.

## Réception critique
- « Un dessin en mouvement... » - Auguste Rodin[37]
- « C'est peut-être le plus grand animalier de notre époque. » - Louis de Monard[21]
- « La section française est des plus attrayantes[...] Je me suis longuement arrêté devant les œuvres de Roger Reboussin. Cet artiste, qui vit en contact immédiat avec ses hôtes si fugitifs, réalise non seulement le rendu des formes et des couleurs dans leur variété la plus discrète et la plus violente, mais note avec une expression inaccoutumée les nuances de leur psychologie secrète adaptée aux conditions de leur vie intime. Il accorde au traitement de l'ambiance un soin qui se révèle par la profonde poésie du décor [...] Roger Reboussin reconstitue la nature, mais avec une évocation où se donne l'âme de l'artiste et du chasseur, du naturaliste et du trappeur » - Valmore[35]
- « Roger Reboussin cherche la route qu'ont suivie des maîtres comme Delacroix et Barye, il cherche à exprimer la vie qui anime l'animal, il cherche à percer le mystère dont il s'entoure pour nous. » - André Warnod [4]
- « Voici un peintre qui a choisi de toutes les tâches la plus ingrate et l'une des plus difficiles. Il s'est fait animalier. Roger Reboussin a cette passion, et elle a donné à tout ce qu'il fait un caractère singulièrement attachant, qui s'imposera, je crois, à quiconque aura commencé à feuilleter ces étonnants albums. » - Camille Mauclair[38]

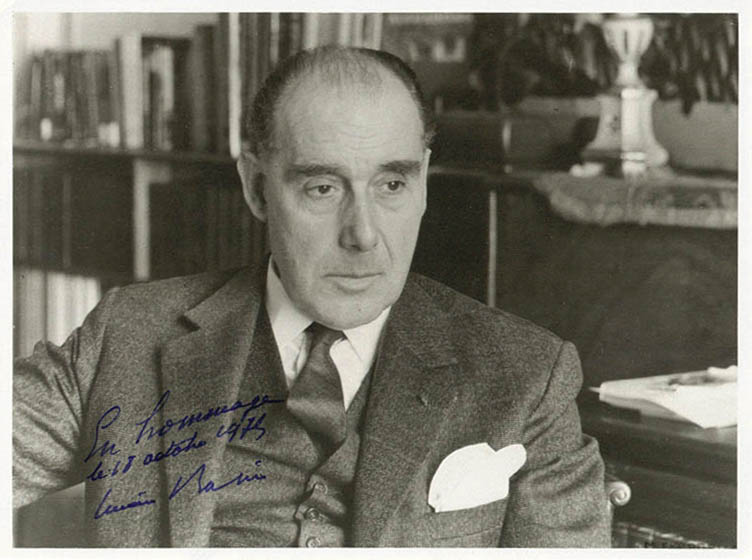
Germain Bazin

- « L'animal pour Roger Reboussin n'est pas un objet d'art ou un objet pittoresque, mais une fonction vivante. Il ne le sépare pas de son milieu. Sa sensibilité aiguisée a été frappée des associations botaniques, animales et géologiques d'un site paysager, et c'est un grand charme que de l'entendre évoquer au milieu de la nature les mille liens qui enchaînent dans une interdépendance mutuelle les éléments inorganiques et vivants d'un terroir. On croirait entendre Théodore Rousseau disant à Alfred Sensier : "tout est utile dans la grande chaîne des êtres". La nature n'est plus seulement un état d'âme, mais apparaît comme une organisation aux rouages infinis, où chaque chose ou être est adapté à sa fonction. » - Germain Bazin[29]
- « C'est un scientifique en même temps qu'un artiste. » - Michel Florisoone[39]
- « L'impressionnisme de Roger Reboussin ne craint pas de fouiller les subtilités des lumières, des tons, des rapports qui fourmillent dans la nature ; son œil étonamment exercé ne laisse échapper aucun accident coloré ; il y a de la science dans le cas de Roger Reboussin, et elle va jusqu'à l'étude précise, anatomique, des animaux, à l'observation constante de leurs coutumes et de leurs mœurs. » - Michel Florisoone[30]
- « Roger Reboussin, artiste fin et délicat : nul ne connait l'oiseau mieux que lui, nul ne l'aime davantage, nul n'a su saisir à son égal le geste, l'allure, le regard, les attitudes si particulières à chaque individu. » - Marcel Jeanson[40]
- « Roger Reboussin, qui est l'élève d'Herrmann-Paul, nous donne des dessins pleins de vie, de mouvement et de justesse de trait, qu'aucune photographie ne peut saisir, d'oiseaux de chasse liant bécassines, perdrix et sarcelles, ou empiétant lièvres et lapins. » - Christian-Antoine de Chamerlat[41]

## Prix et distinctions
- Mention honorable, Salon des artistes français de 1907.
- Médaille d'or à l'Exposition universelle de 1937, Paris.
- Prix Gillot-Dard 1945.

## Collections publiques

### France
- Musée des beaux-arts de Rouen[42].
- Musée de Nogent-le-Rotrou, Le hersage, huile sur toile[43].
- Musée Rolin, Autun.
- Musée d'histoire naturelle, Blois.
- Sous-préfecture de Chinon.
- Mairie de Corbeil-Essonnes, Parade de faisans, huile sur toile 130x200cm, 1914 (dépôt du Centre national des arts plastiques)[4],[44].
- Mairie de La Tronche, Marabouts, aquarelle 34x42cm, vers 1950 (dépôt du Centre national des arts plastiques)[45].
- Musée municipal d'Orange (Vaucluse).
- Amphithéâtre d'histoire naturelle du lycée Buffon, Paris, six panneaux décoratifs :
  - La parade : hérons et butors, huile sur toile marouflée, 175x73cm, 1925[46] ;
  - Migration : oies sauvages, huile sur toile marouflée 280x177cm, 1926[47] ;
  - La chasse : martre et écureuil, huile sur toile marouflée 176x63cm, 1926[48] ;
  - Le nid : faucons pèlerins, huile sur toile marouflée 280x177cm, 1926[49] ;
  - Harde de cerfs, huile sur toile marouflée 350x717cm, 1927[50] ;
  - Les flamants, huile sur toile 268x490cm, 1931[51].
- Musée national des arts africains et océaniens, Paris[20].
- Musée de la chasse et de la nature, Paris.
- Musée d'Orsay, Paris.
- Fonds national d'art contemporain, Puteaux :
  - Choses des bois, huile sur toile 57x83cm, vers 1912[52] ;
  - Les courlis en mer, huile sur toile 54x81cm, 1922[53] ;
  - Renard des sables (Tchad), aquarelle 32x50cm, 1949[54] ;
  - Ouled Naïl à la grille (Ghardaïa), huile sur toile 65x81cm, 1951[55].
- École normale supérieure de Saint-Cloud, Sofina (Oubangui), aquarelle 51x33cm, vers 1950 (dépôt du Centre national des arts plastiques)[56].
- Préfecture de l'Indre-et-Loire, Tours, La bergère aux chèvres ; Les oies ; Les dindons ; Biche, faisan et renard, quatre panneaux décoratifs, 20m2, 1939[57].
- Musée de Vendôme (Loir-et-Cher), La sieste, huile sur toile 100x75cm, vers 1920 (dépôt du Centre national des arts plastiques)[58].
- Musée Alphonse-Georges-Poulain, Vernon (Eure).

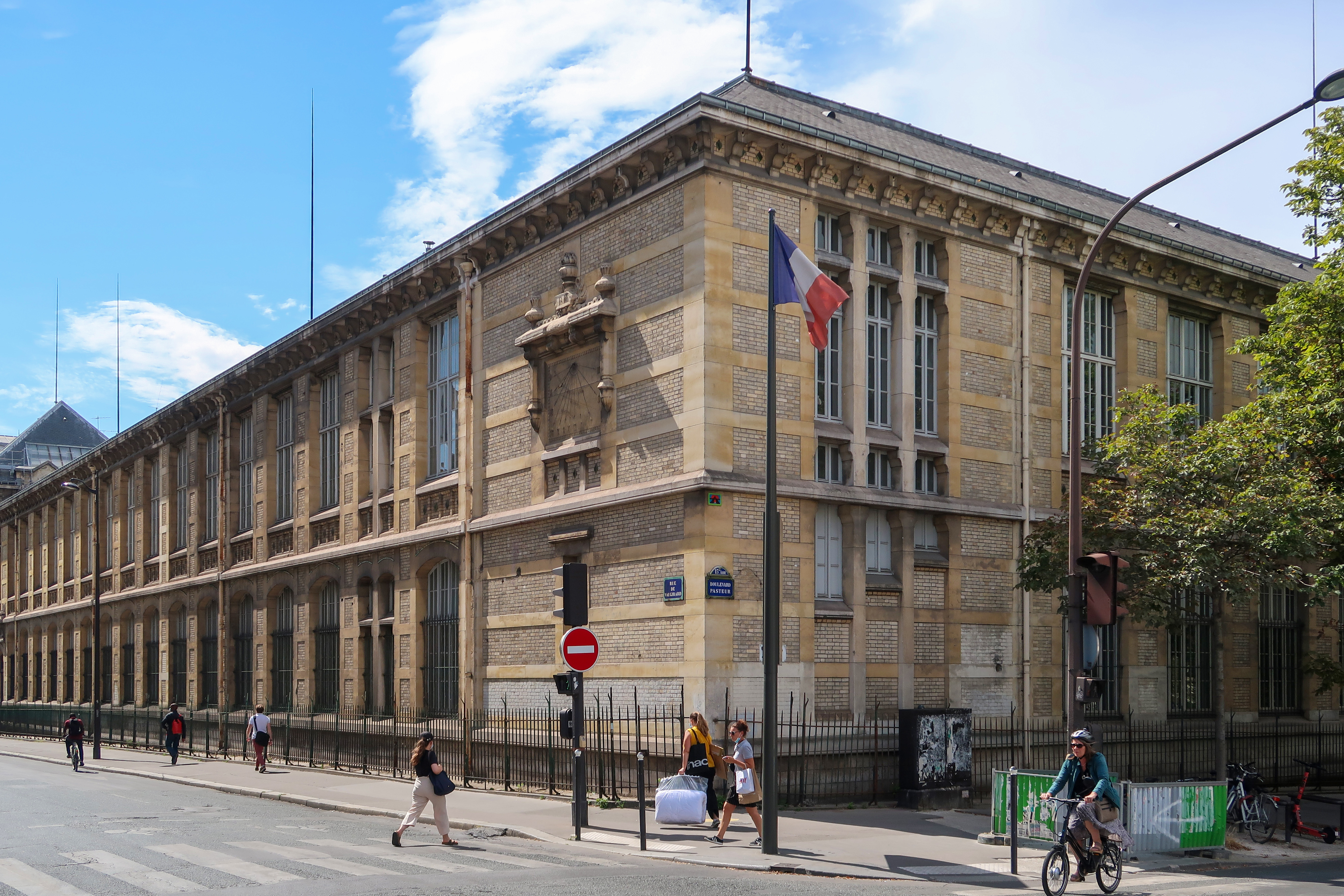
Lycée Buffon, Paris

### Éthiopie
- Ambassade de France, Addis-Abeba, Les marcassins, huile sur toile 45x100cm, vers 1921 (dépôt du Centre national des arts plastiques)[59].

### Madagascar
- Musée d'art et d'archéologie, Antananarivo, Choses des bois, huile sur toile 57x94cm, vers 1912 (dépôt du Centre national des arts plastiques)[60].

## Collections privées
- Collection Zoubaloff, Neuilly-sur-Seine.
- Collection Chabaud-Latour, Paris.
- Jacques-Émile Ruhlmann, Charenton-le-Pont.
- Louis Fricatelle, Villa Le Caruhel, Étables-sur-Mer (Côtes-d'Armor)[16],[61].
- Château de la Motte-Sonzay (Indre-et-Loire).
- Thérèse Brou, fille du sculpteur Frédéric Brou.
- Marcel Jeanson.